# ۱۶۱۸ (میلادی)
۱۶۱۸ (میلادی) هزار و ششصد  و هجدهمین سال تقویم میلادی است.

## رویدادها
- نبرد تبریز

## زادگان
- ۲ آوریل – فرانچسکو گریمالدی، فیزیک‌دان، ریاضی‌دان، و ستاره‌شناس ایتالیایی (د. ۱۶۶۳)
- ۱۳ آوریل – روژه دو بوسی-ربوتن، نویسنده فرانسوی (د. ۱۶۹۳)
- ۱ ژانویه – بارتولومه استبان موریلو، نقاش اسپانیایی (د. ۱۶۸۲)
- ۱۴ سپتامبر – پیتر لیلی، هنرمند و نقاش هلندی (د. ۱۶۸۰)

## درگذشتگان
- ۶ دسامبر – ژاک دوی دو پرون، کشیش، دیپلمات، و شاعر فرانسوی (ز. ۱۵۵۶)
- ۲۹ اکتبر – والتر رالی، نویسنده، کاشف، و شاعر بریتانیایی (ز. ۱۵۵۴)